# Patri
Établissements Patri war ein französischer Hersteller von Automobilen.

## Unternehmensgeschichte
Das Unternehmen aus Paris begann 1923 mit der Produktion von Automobilen. Der Markenname lautete Patri. 1925 endete die Produktion.

## Fahrzeuge
Im Angebot standen zwei verschiedene Modelle. Die Forinette 5 CV war ein Cyclecar. Für den Antrieb sorgte ein Zweizylindermotor. Außerdem gab es den 6 CV, einen Kleinwagen mit einem Vierzylindermotor mit OHV-Ventilsteuerung und 1095 cm³ Hubraum von Chapuis-Dornier. Der Kaufpreis betrug 9000 französische Franc für das Chassis und für einen Wagen mit viersitziger Torpedo-Karosserie 12.500 Franc.